# Выплатное дело
Выплатное дело — пакет документов, на основании которых гражданину была установлена и стала выплачиваться пенсия либо иные выплаты в соответствии с законодательством РФ. Документы могут быть копиями или подлинниками, могут быть представлены на бумаге или на электронном носителе. Выплатное дело в некоторых источниках также называется пенсионным делом.

## Описание
В случае, если пенсионер меняет свое место жительства, то выплатное дело пересылается по его новому месту жительства. Согласно существующим законам, получить пенсию по новому адресу можно тогда, когда пенсионное дело гражданина было передано в территориальный орган СФР по его уже новому месту жительства. Изначально пенсионер должен был пройти с паспортом в территориальное Управление СФР по новому месту жительства, написать при этом заявление о запросе пенсионного дела. Позже требования изменились и теперь гражданин может подать заявление в электронном виде, без обязательного посещения Пенсионного фонда. Личный кабинет дает возможность выбрать способ доставки пенсии и указать наилучший вариант. В выплатном деле есть все нужные сведения, которые могут понадобиться в случае перерасчета размера пенсии.
Выплатное дело нужно запрашивать даже в случае, если пенсионер получал пенсию на счет банковской карты. В выплатном деле есть вся нужная информация, которая может быть нужна сотруднику СФР уже на новом месте жительства в случае, если понадобиться сделать перерасчет пенсии.
У выплатных дел различных категорий разные сроки хранения. 40 лет хранятся выплатные дела получателей страховой пенсии по старости, пенсий по государственному пенсионному обеспечению и накопительной пенсии. 50 лет хранятся дела получателей страховой пенсии по инвалидности. 30 лет хранятся дела получателей страховой пенсии, которая выплачивается в случае потери кормильца, а также пенсий по государственному пенсионному обеспечению по случаю потери кормильца. 40 лет хранятся выплатные дела получателей пенсии из числа детей-инвалидов и инвалидов с детства. Отсчет в каждом из случаев начинается с года, который следует за годом, в котором прекратилась выплата пенсий.